# Stipa clandestina
Stipa clandestina, conocida como zacate picudo, esparto o hack, es una especie de pasto de la familia Poaceae.

## Descripción
Es una planta perenne, amacollada, de 30 a 80 cm de altura. Tallos con uno o tres nudos glabros o pubescentes, y entrenudos glabros. Hoja con vaina de 8 a 20 cm de largo, lisa y glabra, verde claro o verde amarillenta, más larga que los entrenudos, abiertas hasta la base con el margen hialino y festoneado al menos en la zona cercana al cuello, donde está abierta en forma de “V” y en ocasiones en pilosa; lígula formada de cerdas de 2 a 3 mm de largo, blanquecina; lámina linear de 2 a 6 dm de largo y 2 a 2,5 mm de ancho, margen revoluto, por lo que su anchura es de 1 mm y con una apariencia de alambre; suave cuando es tierna, dura y punzante cuando es madura; haz escabroso, envés liso. Inflorescencia: panícula de 15 a 35 cm de largo; péndula, sus ejes secundarios flexuosos. Espiguilla unifloscular que se desarticula por encima de las glumas, la articulación es oblicua y deja un cuello barbado en el flósculo; glumas iguales o subiguales de 4 a 7 mm de largo, bordes hialinos, color verdoso o purpúreo que permanece en la inflorescencia después de que se desprende la cariópsis; flósculo tan largo o menores que las glumas, purpúreo, piloso, con una arista de 12 a 18 mm de largo, geniculada y tortuosa. Fruto presente en forma de cariópsis dispersa y envuelta en un flósculo formado por una pálea y un lema retozas, fácilmente desprendibles del cariópse. La lema muestra una arista muy larga, retorcida y frágil, el flósculo es de color verdoso o purpúreo.
Cariópsis de contorno aovado o casi aovado, de forma clavada de 2,1 a 2,7 mm de largo y de 0, a 1,2 mm de ancho, de sección transversal casi circular, aunque en ocasiones aparece como rombo levemente irregular; cara dorsal con una costilla generalmente bifurcada levemente o ensanchada hacia la mitad inferior del fruto; la cara ventral y las laterales generalmente presentan también una costilla en su parte media, pero no está bifurcada y frecuentemente es poco conspicua. Ápice del fruto con una prolongación corta, base del fruto agudo con la cicatriz de inserción a un lado; superficie casi lisa o con verruga escasamente prominente y pequeña, color verde amarillento a amarillento parduzco, con una mancha apical purpúrea presente en ocasiones.
Tiene coleóptilo alargado rasgado, con frecuencia de 3 a 15 mm, hialino, dos nervaduras convergentes conspicuas, del mismo tamaño que la vaina de la primera hoja. Primera hoja con vaina del mismo tamaño que el coleóptilo, lígula formada por cerdas blanquecinas, lámina linear de 7 a 25 mm de largo, frecuentemente incurva cuando se seca, de 0,5 mm de largo, glabra. Segunda hoja también similar, lámina de 8 a 37 mm de largo y 0,5 a 1 mm de ancho, linear, de sección acanalada, ápice segundo, con nervaduras conspicuas. No existe una descripción de las inflorescencias y frutos basales y axilares.

## Importancia
Planta presente en alfalfares de tres años o más donde puede ser muy abundante y difícil de controlar. Además de ruderal y pionera se encuentra en las orillas de los canales. Esta especie se asocia con alfalfares sometidos a cortes, el paso aparece sobre los bordos de las melgas y regaderas, áreas en las cuales el corte no es tan bajo, lo que permite la formación de los macollos y la producción de semillas basales.
La producción de semillas basales o cleistógamas se ha conocido como un fenómeno de polimorfismo somático. Los frutos aéreos son más pequeños y numerosos que los subterráneos y son dispersados por el viento; mientras que los frutos subterráneos nunca abandonan la planta madre muerta, germinando y emergiendo a través de sus tejidos, entonces; los frutos aéreos sirven para la dispersión de la planta hacia nuevos hábitats, mientras que los frutos subterráneos están adaptados para aumentar la supervivencia de la especie en el hábitat ya ocupado. El fenómeno de cleistogamia no es raro entre diversas familias y especie, se describe a Stipa leucotricha como una especie que produce abundantes espiguillas cleistógamas básales, bajo ciertas condiciones ambientales, además se consideran a la baja humedad en el suelo como una condición para la inducción a la producción de flores cleistógamas en G. micranta.

## Germinación de la semilla
La semilla es la unidad de reproducción sexual por excelencia en las plantas superiores, y es la encargada de propagar la especie y dispersarla espacial y temporalmente. De acuerdo con esto las semillas de plantas, y por supuesto malezas, tiene la habilidad de permanecer en estado de actividad mínima durante largos periodos, la germinación desde el punto de vista fisiológico es el proceso que se inicia con el suministro de agua a la semilla y termina cuando el crecimiento de la plántula se inicia, siendo este momento más comúnmente considerado cuando se da la salida de la radícala a través del tegumento

### Fases en la germinación de la semilla
Existen tres fases fundamentales en el proceso de germinación de las semillas: fase de hidratación o imbibición, la cual consiste en la absorción de agua por los tejidos de la semilla y un aumento considerable en a rasa de respiración de la misma; la fase de germinación, en la que suceden profundos cambios metabólicos, en esta fase se reduce considerablemente la absorción de agua, y la fase de crecimiento, en la que suceden cambios morfológicos evidentes, como la elongación de la radícala, y se caracteriza por el constante aumento en la absorción de agua y de la respiración.

### Latencia o letargo de la semilla
Aun cuando las condiciones ambientales sean adecuadas para la germinación de semillas, muchas de ellas no lo hacen, aunque permanezcan viables. La no-germinación de las semillas, también se conoce como latencia o letargo (Zimdahl, 1993), y está ligada a causas intrínsecas de las semillas o frutos, pero también a efectos ambientales.

### Causas ambientales que inducen la latencia

#### Oxígeno
El balance en la concentración de O2 y CO2 en la atmósfera del suelo, es importante en la germinación de malezas. En los suelos compactos o con deficiente drenaje, con frecuencia se tienen contenidos de O2 inferiores a los necesarios para la germinación de las semillas. Una de la razón por las que la mayoría de las semillas germinan cerca de la superficie del suelo, es la mayor concentración de oxígeno.

#### Temperatura
Existen temperaturas por debajo o encima de las cuales una semilla no germina. La temperatura óptima para la germinación de las semillas depende de la especie. Temperaturas muy bajas o muy altas, por consecuencia inducen el letargo.

## Significado ecológico de la latencia o letargo
La latencia es la principal causa de supervivencia de las semillas de malas hierbas en el suelo, por lo que es la razón de la infestación prolongada de los cultivos por la maleza. En los suelos agrícolas, la reserva de semillas puede ser importante, y se puede encontrar hasta 120 millones de semillas (o más) por m³ en el transcurso del siguiente año de cultivo, generalmente más del 10% de este potencial semillero aparece. Esta variabilidad de respuestas germinativas lleva a una heterogeidad de los estados latentes de las semillas que quedan en la superficie del suelo o enterradas haciendo difícil la previsión de las infestaciones en los cultivos. 
La permanencia en la superficie o en el interior de la semilla viable y capaz de germinar es provocada, generalmente, por la inhibición de la germinación y la latencia secundaria, hasta que aparecen las condiciones favorables para el establecimiento de sus plántulas.

## Escarificación
Este es el método más frecuente utilizado para aumentar la germinación de las semillas con tegumento duro. Las técnicas de escarificación pueden eliminar parcialmente tegumento o apenas alterarlo para que la germinación suceda. Existe esencialmente dos tipos: la escarificación mecánica y la química.
La escarificación mecánica puede hacerse por medio de un escarificador eléctrico o con cualquier abrasivo que corte, perfore o raspe el tegumento. El método de escarificación química se realiza por inmersión de las semillas en ácido sulfúrico concentrado, por un tiempo el cual depende de cada especie.

## Factores abióticos que afectan a las plantas
Algunos factores que afectan la producción de semillas son:
- Retraso del crecimiento en primavera.
- Decrecimiento en el tamaño y número de hojas.
- Escasez de tallos florales, y de aparición tardía.
- Retraso en la madurez de la semilla, producción limitada y viabilidad baja de la semilla cosechada.
- Germinación baja y poco rebrote de las plantas en la siguiente primavera.

## Descripción
Todas las Stipa se reconocen por tener unas aristas muy largas, en el caso de Stipa capensis las aristas tienen entre 5 y 10 cm, y cuando son maduras se enrollan entre ellas quedando completamente enmarañadas (esta especie también se la ha llamado Stipa retorta ). Es una gramínea que forma prados relativamente densos, pero nunca se levanta mucho del suelo; siempre se encuentra en zonas bastante secas y abiertas.

## Taxonomía
Stipa clandestina fue descrita por Eduard Hackel y publicado en Repertorium Specierum Novarum Regni Vegetabilis 8: 516. 1910.
Etimología
Stipa: nombre genérico que deriva del griego stupe (estopa, estopa) o stuppeion (fibra), aludiendo a las aristas plumosas de las especies euroasiáticas, o (más probablemente) a la fibra obtenida de pastos de esparto.
clandestina: epíteto latíno que significa "oculta".
Sinonimia
- Achnatherum clandestinum (Hack.) Barkworth
- Amelichloa clandestina (Hack.) Arriaga & Barkworth	[4][5]